# Сони, Мишель
Мишель Сони (фр. Michel Sogny; 21 ноября 1947, По, Франция) — французский пианист венгерского происхождения, композитор, педагог и писатель. Он разработал новый подход к обучению игре на фортепиано.

## Биография
Мишель Сони мастерство музыки получил в музыкальной академии Парижа , под руководством Жуля Жантина и Ивона Деспорта . Владеет степенью магистра в психологии , степенью бакалавра в литературе и степень доктора в философии , где защитился в 1974 году – защитился в Сорбонском университете  , является основателем фонда SOS Talents.
Мишель Сони в музыкальном мире появляется в 1970 годах и скоро утверждается , как основатель иновационного музыкального метода.
Вместе с Валери Жискар д'Эстен и племянником Ференца Листа, Бландин Оливье де Прево, Соньи был одним из основателей Французской ассоциации имени Ференца Листа.

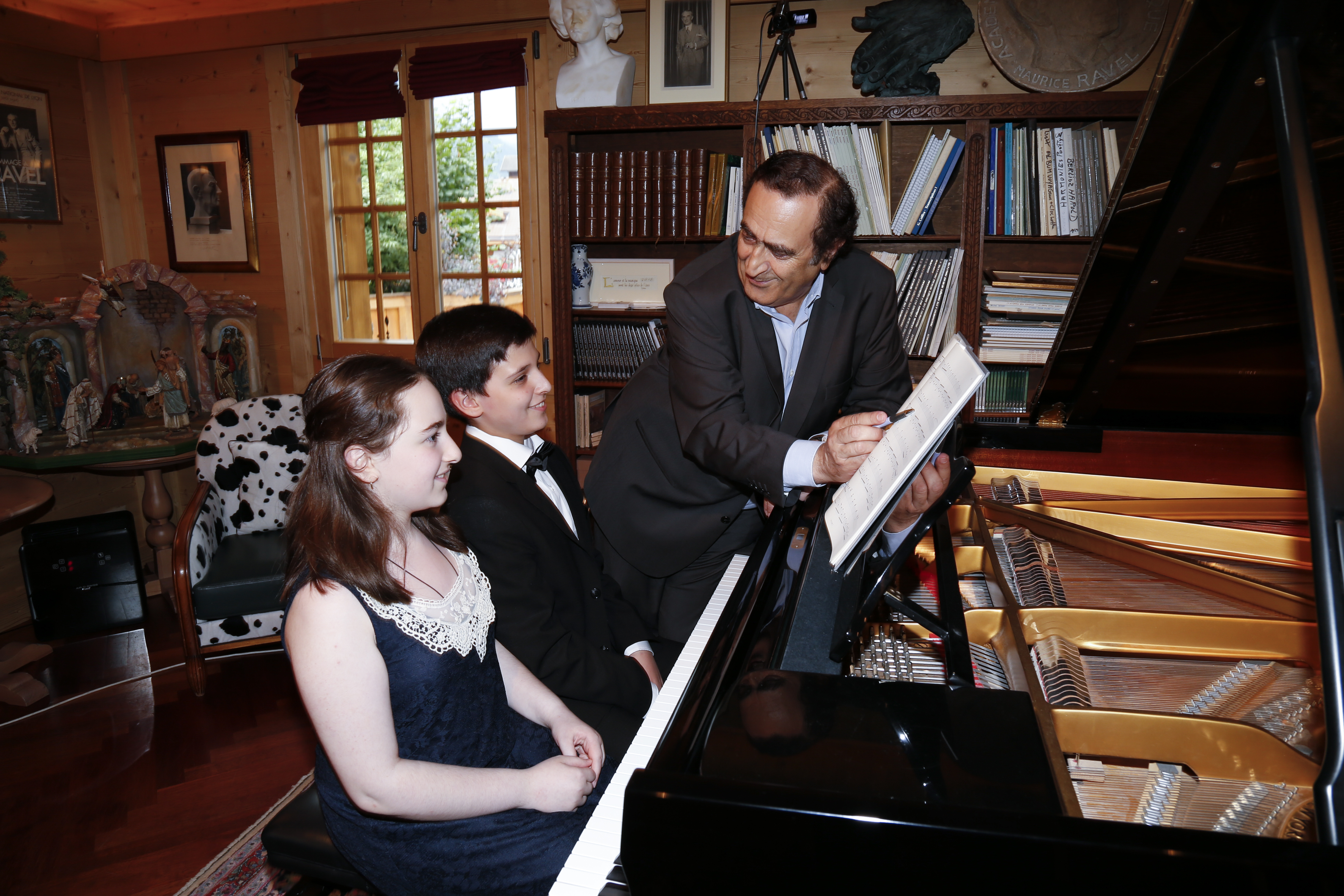
Барбара Татарадзе, Илья Лотатидзе и Мишель Сони

## Метод обучения фортепиано
методология фортепиано  Сони преподавались  в школах Парижа и Женевы с его именем . С 1974 года  метод насчитывает более  20 000  последователей.
В 1981 году Сенат официально обратился к министру культуры Джеку Лангу, чтобы обсудить внедрение методологии Мишеля Сонга по всей Франции.

## Награды
- Кавалер ордена «За заслуги перед Литвой» (2018, Литва)[8]
- Орден Чести (2017, Грузия)[9]